# Championnat du Canada de rugby à XV
Le Championnat du Canada de rugby à XV est une compétition annuelle de rugby à XV mettant aux prises les meilleurs clubs canadiens, fondée en 1998 sous l'appellation Rugby Canada Super League (RCSL ou Super League) ou bien encore MacTier Cup. Le championnat est composé jusqu'en 2010 de 12 équipes réparties en quatre divisions  : Pacific, Prairie, Central et Atlantic.
Ce championnat national semi-professionnel est dissous par la Fédération canadienne de rugby à XV et remplacé en 2009 par le Rugby Canada National Junior Championship (RCNJC).

## Historique
Sous la formule Super League, les équipes sont réparties en deux conférences Ouest et Est et n'affrontent que les équipes de leur conférence. Les premières équipes à entrer en compétition lors de la saison 1998 sont : Crimson Tide, Valley Venom, Calgary Mavericks, Prairie Fire, Vancouver, Edmonton Gold et Manitoba Buffalo à l'Ouest, Nova Scotia, Newfoundland Rock, Black Spruce et Montreal Olympiques à l'Est. Crimson Tide remporte le premier championnat en battant Nova Scotia 28 à 8 dans la finale qui a lieu le 11 juillet 1998. 

## Palmarès

### Rugby Canada Super League
| Année | Lieu       | Vainqueur                     | Score   | Finaliste           |
| ----- | ---------- | ----------------------------- | ------- | ------------------- |
| 1998  | Halifax    | Vancouver Island Crimson Tide | 28 - 8  | Nova Scotia Keltics |
| 1999  | Duncan     | Vancouver Island Crimson Tide | 23 – 11 | Toronto Renegades   |
| 2000  | Halifax    | Fraser Valley Venom           | 15 – 9  | Nova Scotia Keltics |
| 2001  | Surrey     | Fraser Valley Venom           | 20 – 14 | Toronto Renegades   |
| 2002  | Saint-Jean | Vancouver Island Crimson Tide | 6 – 3   | Newfoundland Rock   |
| 2003  | Calgary    | Calgary Mavericks             | 40 – 24 | Toronto Xtreme      |
| 2004  | Saint-Jean | Vancouver Island Crimson Tide | 14 – 8  | Newfoundland Rock   |
| 2005  | Regina     | Newfoundland Rock             | 26 – 13 | Prairie Fire        |
| 2006  | Saint-Jean | Newfoundland Rock             | 28 – 14 | Prairie Fire        |
| 2007  | Regina     | Prairie Fire                  | 28 – 12 | Niagara Thunder     |
| 2008  | Saint-Jean | Newfoundland Rock             | 30 – 6  | Calgary Mavericks   |

### Rugby Canada National Junior Championship
Le tableau ci-après donne le palmarès du Rugby Canada National Junior Championship depuis sa création en 2009.
| Année | Lieu       | Vainqueur         | Score   | Finaliste         |
| ----- | ---------- | ----------------- | ------- | ----------------- |
| 2009  | Vancouver  | Vancouver Wave    | 41 - 21 | Toronto Rebellion |
| 2010  | Saint-Jean | Newfoundland Rock | 13 - 10 | Vancouver Wave    |

## Liste des clubs participants 2010

### DivisionAtlantic
| Club                 | Fondé | Stade                 | Ville                                |
| -------------------- | ----- | --------------------- | ------------------------------------ |
| New Brunswick Timber | -     | Loyalists RFC         | Fredericton (New Brunswick)          |
| Newfoundland Rock    | -     | Swilers Rugby Complex | Saint-Jean (Terre-Neuve-et-Labrador) |
| Nova Scotia Keltics  | -     | Magnuson Park         | Halifax (Nouvelle-Écosse)            |

### DivisionCentral
| Club              | Fondé | Stade               | Ville                |
| ----------------- | ----- | ------------------- | -------------------- |
| Niagara Lightning | -     | Mohawk Sports Park  | Burlington (Ontario) |
| Ottawa Harlequins | -     | Twin Elm Rugby Park | Ottawa (Ontario)     |
| Toronto Rebellion | -     | Fletcher's Field    | Markham (Ontario)    |

### DivisionPacific
| Club                         | Fondé | Stade          | Ville                                   |
| ---------------------------- | ----- | -------------- | --------------------------------------- |
| Fraser Valley Venom          | -     | Rotary Stadium | Vallée du Fraser (Colombie-Britannique) |
| Vancouver Isling Rising Tide | -     | Windsor Park   | Victoria (Colombie-Britannique)         |
| Vancouver Wave               | -     | Stanley Park   | Vancouver (Colombie-Britannique)        |

### DivisionPrairie
| Club                          | Fondé | Stade | Ville                    |
| ----------------------------- | ----- | ----- | ------------------------ |
| Calgary Mavericks             | -     | -     | Calgary (Alberta)        |
| North Saskatchewan Wolverines | -     | -     | Saskatoon (Saskatchewan) |
| Saskatchewan Prairie Fire     | -     | -     | Regina (Saskatchewan)    |